# Karl Marbach (Verwaltungsjurist)
Karl Marbach (* 4. Januar 1909 in Wilhelmshaven; † 2003 in Kiel) war ein deutscher Jurist und Verwaltungsoffizier der Wehrmacht in Saloniki.

## Werdegang
Karl Marbach wurde am 4. Januar 1909 in Wilhelmshaven als Sohn eines Verwaltungsamtmanns geboren. Er besuchte humanistische Gymnasien in Wilhelmshaven und Stralsund, wo er zu Ostern 1928 das Abitur ablegte. Danach studierte er Rechtswissenschaften in Jena, Berlin und Kiel. Während seines Studiums wurde er Mitglied der Burschenschaft Teutonia zu Kiel.
Marbach promovierte 1934 an der Rechts- und staatswissenschaftlichen Fakultät der Universität Kiel. Während des Zweiten Weltkriegs war er Kriegsverwaltungsrat und Leiter der Verwaltungsabteilung beim Befehlshaber Saloniki-Ägäis in Saloniki bis zu seiner Ablösung durch Max Merten. Ab September 1942 diente er als Feldwebel an der Ostfront. Dort erkrankte er an der Kinderlähmung, wodurch er bis zu seinem Tod auf den Rollstuhl angewiesen war.
1960 wurde Marbach von Merten wegen Falschaussage angezeigt. Marbach hatte im Juli 1958 in dem gegen Merten in Athen anhängigen Kriegsverbrecherprozess die von Merten zu seiner Entlastung angeführte Behauptung, erst seit August 1942 in Saloniki gewesen zu sein, nicht bestätigt. Merten konnte sich deshalb von dem Vorwurf, an der Erfassung jüdischer Männer zur Zwangsarbeit auf dem Freiheitsplatz in Saloniki im Juni 1942 beteiligt gewesen zu sein, nicht entlasten.
Vom 18. Februar 1953 bis zum 31. Januar 1974 war er Präsident des Landesrechnungshofs Schleswig-Holstein.

## Ehrungen
- 1969: Großes Verdienstkreuz der Bundesrepublik Deutschland
- 1974: Großes Verdienstkreuz mit Stern der Bundesrepublik Deutschland